# شاهپورا، هند
شاهپورا (به انگلیسی: Shahpura) یک منطقهٔ مسکونی در هند است که در بخش بهیلوارا واقع شده‌است. شاهپورا ۳۰٬۳۲۰ نفر جمعیت دارد و ۳۶۴ متر بالاتر از سطح دریا واقع شده‌است.